# Aires Correia
Pour les articles homonymes, voir Correia.

Aires Correia fit partie de la flotte portugaise qui participa à la découverte du Brésil en tant qu'administrateur de l'armée. Il était destiné à être administrateur de Kozhikode en Inde (alors connue sous le nom de Calicut). Sa fille, Joana Correia, se maria avec Simon de Miranda, autre protagoniste de l'expédition.

## Sources
- (pt) Cet article est partiellement ou en totalité issu de l’article de Wikipédia en portugais intitulé « Aires Correia » (voir la liste des auteurs).